# 新・夜明けの刑事
『新・夜明けの刑事』（しん・よあけのけいじ）は、1977年3月30日から9月28日までの毎週水曜日20:00 - 20:55にTBS系列で放映された大映テレビ制作のドラマ。「夜明けの刑事」の続編。

## 内容
前作同様、警視庁日の出署刑事課の刑事たちが事件を解決する姿を人情刑事鈴木（坂上二郎）を中心に描いた作品。
メンバーは柴田警部、大野警部補が去り、前作の中盤で転勤した池原が復帰、新課長・浅倉が加わる。スタッフは前作末期のメンバーが主に引き継がれ、前作で53本の脚本を書いた山浦弘靖 、19本を監督した国原俊明らは参加していない。

## キャスト
- 鈴木勇刑事･･･坂上二郎
- 池原雄介刑事･･･石橋正次
- 小林敦刑事･･･鈴木ヒロミツ
- 中村真吾刑事･･･山本伸吾
- 黒田俊夫刑事･･･藤木敬士
- 浅倉尚平課長･･･梅宮辰夫

## スタッフ
- 脚本：各話サブタイトル参照
- 監督：各話サブタイトル参照
- プロデューサー：春日千春、千原博司（大映テレビ）、樋口祐三（TBS）
- 制作協力：浅井企画
- 予告ナレーター：芥川隆行
- 主題歌：「何処かで失くしたやさしさを」 作詞曲:マチ・ロジャース、編曲:小六禮次郎、唄： 鈴木ヒロミツ
- 製作：大映テレビ、TBS

## 各話サブタイトル
放送日はTBSテレビ。
| 話数   | 放送日        | サブタイトル                    | 脚本               | 監督     | ゲスト出演者                                           |
| ------ | ------------- | ------------------------------- | ------------------ | -------- | ------------------------------------------------------ |
| 第1話  | 1977年3月30日 | 信じてますか?あなたの恋人を!!   | 浜名洋平           | 江崎実生 | 夏夕介、麻丘めぐみ                                     |
| 第2話  | 1977年4月13日 | 困った!二人の関係が…            | 今井詔二           | 安室修   | 伊藤雄之助、三ツ木清隆、 森川千恵子                    |
| 第3話  | 1977年4月20日 | 先生をいじめるヤツは許せない!   | 浜名洋平           | 江崎実生 | ジョニー大倉                                           |
| 第4話  | 1977年4月27日 | 死んでもらいます!               | 浜名洋平           | 安室修   | 大石吾朗、立石凉子、 岡田英次、今井健二                |
| 第5話  | 1977年5月4日  | ゴッド姉ちゃんの愛              | 大野武雄           | 江崎実生 | せんだみつお、 ホーン・ユキ、園佳也子                  |
| 第6話  | 1977年5月18日 | モシモシ私、死にたいの          | 今井詔二           | 富本壮吉 | 岡まゆみ、河原崎長一郎、 花沢徳衛 、橋爪功、萩原奈穂美 |
| 第7話  | 1977年5月25日 | さゆりの初恋、あゝ!能登半島     | 浜名洋平           | 江崎実生 | 石川さゆり、吉田次昭                                   |
| 第8話  | 1977年6月1日  | 涙にくれた応援刑事              | 浜名洋平           | 安室修   | 寺泉哲章、高岡健二、鈴木瑞穂                           |
| 第9話  | 1977年6月15日 | なみだ涙の電線音頭              |                    |          | 小松政夫                                               |
| 第10話 | 1977年6月22日 | 彼のためなら死んでもいい!       | 浜名洋平           | 降旗康男 | 夏夕介、麻丘めぐみ、角友司郎                           |
| 第11話 | 1977年6月29日 | 弟よ!殺さないで                 | 今井詔二           | 安室修   | 金沢碧、頭師佳孝、戸浦六宏                             |
| 第12話 | 1977年7月6日  | 金庫破りを親父に打てば          | 浜名洋平           | 江崎実生 | 森川正太、佐野厚子                                     |
| 第13話 | 1977年7月20日 | 清純ヌード危機一髪!             |                    | 安室修   | 丸山秀美、長谷川憬                                     |
| 第14話 | 1977年7月27日 | 涙の花嫁衣裳                    | 今井詔二           | 安室修   | 大石吾朗、荻島真一、高橋洋子                           |
| 第15話 | 1977年8月3日  | 渡り鳥・友和、波止場の決闘      | 浜名洋平           | 江崎実生 | 三浦友和、有沢とも子                                   |
| 第16話 | 1977年8月17日 | パパは強盗じゃない!             | 村山庄三           | 安室修   | 長門勇、斎藤こず恵、 石橋雅史                          |
| 第17話 | 1977年8月24日 | 悲恋!最強のカラテ美女           | 浜名洋平           | 江崎実生 | 志穂美悦子、志垣太郎                                   |
| 第18話 | 1977年8月31日 | エリート会社員のホステス殺し    | 浜名洋平、松島利昭 | 安室修   | 西田健、大門正明                                       |
| 第19話 | 1977年9月7日  | ビューティペア ここ一番の大勝負 | 浜名洋平           | 江崎実生 | 石橋蓮司、遠藤薫                                       |
| 第20話 | 1977年9月28日 | 東京－足摺岬 悲しき別れの歌     | 今井詔二           | 安室修   | 名高達郎、石川さゆり、 三谷晃代、伴直也                |

## 前後番組
| TBS系 水曜20時台 | TBS系 水曜20時台 | TBS系 水曜20時台 |
| 前番組           | 番組名           | 次番組           |
| ---------------- | ---------------- | ---------------- |
| 夜明けの刑事     | 新・夜明けの刑事 | 明日の刑事       |